# Корпоративна таксономія
Корпоративна таксономія – це ієрархічна класифікація інтересів підприємства, організації чи адміністрації, яка використовується для класифікації документів, цифрових активів та іншої інформації. Таксономії можуть охоплювати фактично будь-який тип фізичних або концептуальних об’єктів (продукти, процеси, галузі знань, людські групи тощо) на будь-якому рівні деталізації.
Корпоративні таксономії дедалі частіше використовуються в інформаційних системах (зокрема в системах керування контентом і знаннями) як спосіб сприяти виявленню та дозволити миттєвий доступ до потрібної інформації в експоненціально зростаючих обсягах даних в організаціях, що навчаються. Відносно прості системи, засновані на семантичних мережах і таксономіях, виявилися серйозною конкуренцією важким системам інтелектуального аналізу даних і програмному забезпеченню для аналізу поведінки в додатках контекстної фільтрації, які використовуються для маршрутизації запитів клієнтів, «проштовхування» вмісту на веб-сайті або доставки реклами продукту в цільових і доречний спосіб.
Потужний підхід до відображення та отримання неструктурованих даних, таксономії дозволяють ефективні рішення в управлінні корпоративними знаннями, зокрема в складних організаційних моделях для робочих процесів, людських ресурсів або відносин з клієнтами.
Як розширення традиційних тезаурусів і класифікацій, що використовуються в компанії, корпоративна таксономія, як правило, є плодом великих зусиль щодо гармонізації за участю більшості відділів організації. Його часто розробляють, розгортають і налаштовують роками під час створення систем управління знаннями, щоб забезпечити виживання та ефективне використання цінного корпоративного ноу-хау.
Підприємства мають різні інтереси у використанні таксономій — від простого пошуку інформації до отримання безпосередніх бізнес-вигод, таких як швидший і точніший пошук товарів чи послуг на сайтах електронної комерції або електронних бібліотеках. Для цього їм часто потрібно створювати розгалужені словники та управляти інформаційними ресурсами, які здебільшого є загальнодоступними. Щоб оптимізувати цей процес, такі організації зазвичай прагнуть скоротити час розробки метаданих і уникнути дублювання роботи, ліцензуючи готові таксономії й словники, що дозволяє значно покращити результати пошуку.

## Зовнішні посилання
- Таксономічні стратегії - Бібліографія ресурсів. Більшість вибраних пунктів написані для загальної бізнес-аудиторії або є базовим посібником з певної теми.
- Склад таксономій - список більшості доступних таксономій. [Архівовано 2014-10-09 у Wayback Machine.]. Ресурс для пошуку таксономій на різні теми
- WAND Таксономії. Джерело попередньо створених корпоративних таксономій, що охоплюють різні галузі та бізнес-сегменти.
- Євген Стахов/ARMA International. Об'єктно-орієнтований таксономічний підхід